# Crassula deceptor
Crassula deceptor ist eine Pflanzenart aus der Gattung Dickblatt (Crassula) innerhalb der Familie der Dickblattgewächse (Crassulaceae). Sie kommt im südlichen Afrika vor.

## Beschreibung

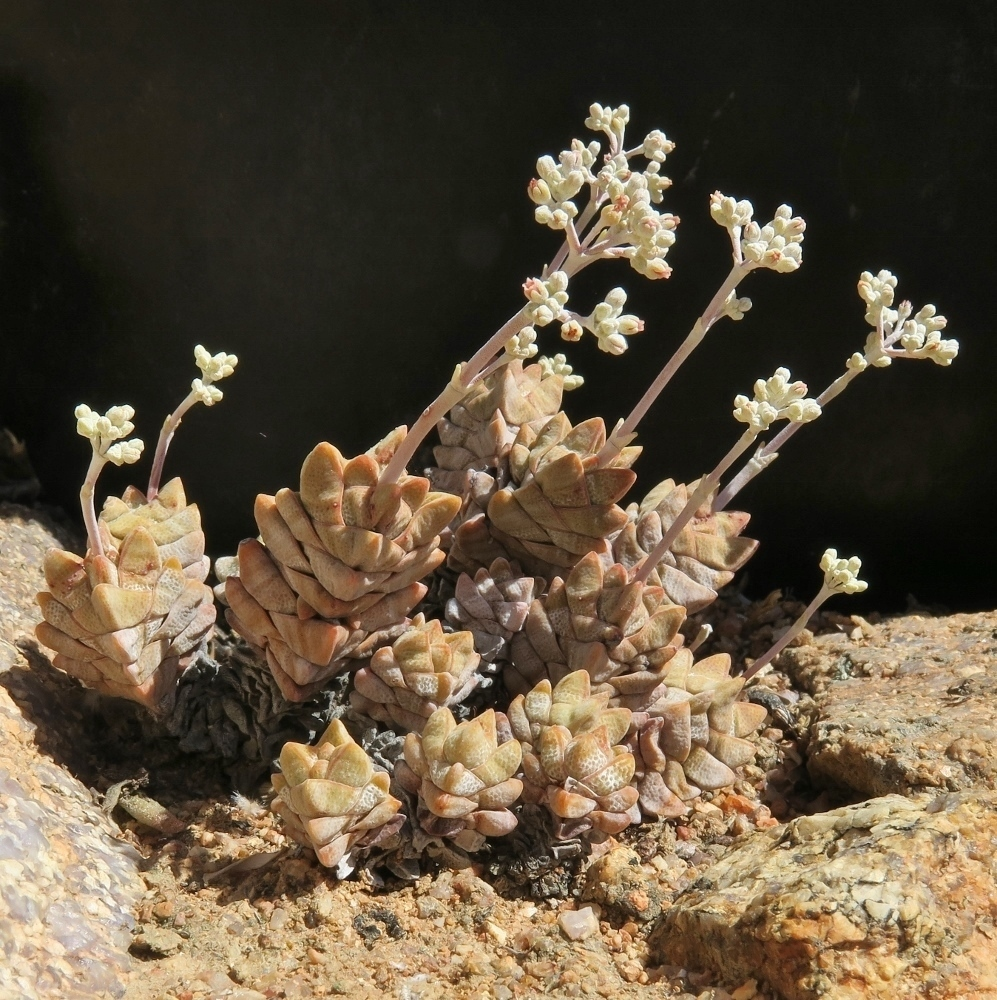
Habitus, Laubblätter und Blütenstände

### Vegetative Merkmale
Die zwergigen, kompakt und aufrecht wachsenden sukkulenten Pflanzen stehen einzeln oder sind nur wenig verzweigt und erreichen Wuchshöhen von bis zu 6 Zentimetern. Sie besitzen eine faserige Wurzel.
Die Sprossachsen sind 5 bis 8 Millimeter dick. Die kreuzgegenständig, dicht, dachziegelartig angeordneten Laubblätter sind stängelumfassend und bilden einen viereckigen länglichen Körper mit 2,5 Zentimeter Durchmesser, der zum oberen Ende hin spitz zuläuft. Die sukkulente, graugrüne Blattspreite ist bei einer Länge von 7 bis 18 Millimetern sowie einer Breite von 3 bis 15 Millimetern eiförmig-dreieckig bis breit-eiförmig mit stumpfem oberen Ende und warziger Oberfläche. Die Blattränder sind ganzrandig. Die Blattoberseite ist konkav und die -unterseite konvex, manchmal auch etwas bootartig und am oberen Ende etwas gekielt.

### Generative Merkmale
Der Blütenstandsschaft ist bis zu 8 Zentimeter lang. Der Blütenstand ist aus gestielten und gerundeten Thyrsen zusammengesetzt und hat eine Größe von 2 × 2 Zentimeter.
Die zwittrige Blüte ist radiärsymmetrisch mit doppelter Blütenhülle. Die Kelchblätter sind bei einer Länge von bis zu 1,5 Millimetern länglich-dreieckig mit stumpfem bis zugespitztem oberen Ende und an den Rändern gewimpert. Die fünf cremefarbenen oder gelben Kronblätter sind nur an ihrer Basis zu einer bis zu 2,5 Millimeter langen Kronröhre verwachsen. Die Kronzipfel sind länglich-elliptischen mit stumpfem bis zugespitztem oberen Ende. Die Staubblätter sind braun.

## Verbreitung
Crassula deceptor kommt vom südlichen Namibia bis zu den südafrikanischen Provinzen Nord- sowie Westkap vor. Sie wächst in der Sukkulenten-Karoo in Ebenen mit Quarzkieseln und an kiesigen und felsigen Hängen.

## Taxonomie
Die Erstbeschreibung von Crassula deceptor erfolgte 1902 durch Selmar Schönland und Edmund Gilbert Baker in Journal of Botany, British and Foreign, Volume 40, S. 285. Das Artepitheton deceptor stammt aus dem Lateinischen, bedeutet ‚Schwindler‘ und verweist auf die frühere Verwechslung der Pflanzenexemplare mit der Art Crassula deltoidea. Synonyme für Crassula deceptor Schönland & Baker f. sind Crassula cornuta Schönland & Baker f., Crassula arta Schönland und Crassula deceptrix Schönland.

## Nachweise